# Planchonella howeana
Planchonella howeana är en tvåhjärtbladig växtart som först beskrevs av Ferdinand von Mueller, och fick sitt nu gällande namn av Jean Baptiste Louis Pierre. Planchonella howeana ingår i släktet Planchonella och familjen Sapotaceae.
Artens utbredningsområde är Lord Howeön. Inga underarter finns listade i Catalogue of Life.